# Leming (Texas)
Leming es un lugar designado por el censo ubicado en el condado de Atascosa en el estado estadounidense de Texas. En el Censo de 2010 tenía una población de 946 habitantes y una densidad poblacional de 75,65 personas por km².

## Geografía
Leming se encuentra ubicado en las coordenadas 29°4′6″N 98°28′20″O / 29.06833, -98.47222. Según la Oficina del Censo de los Estados Unidos, Leming tiene una superficie total de 12.5 km², de la cual 12.5 km² corresponden a tierra firme y (0%) 0 km² es agua.

## Demografía
Según el censo de 2010, había 946 personas residiendo en Leming. La densidad de población era de 75,65 hab./km². De los 946 habitantes, Leming estaba compuesto por el 78.75% blancos, el 0.74% eran afroamericanos, el 0.42% eran amerindios, el 0% eran asiáticos, el 0% eran isleños del Pacífico, el 17.86% eran de otras razas y el 2.22% pertenecían a dos o más razas. Del total de la población el 80.44% eran hispanos o latinos de cualquier raza.